# Diseño vegano

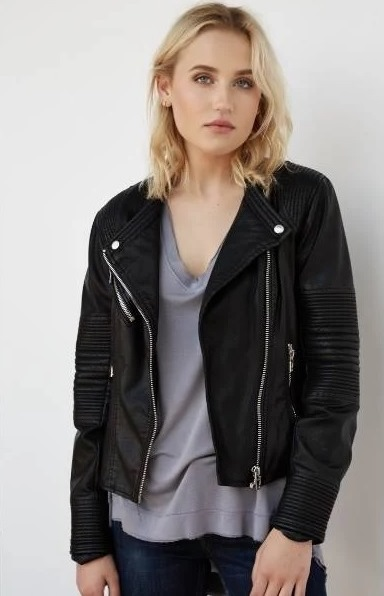
Chaqueta vegana Crueltyfree

El diseño vegano consiste en el uso de productos veganos en contextos como el diseño de interiores, el diseño de moda, los artículos para el hogar, y las artes. Tales productos son también conocidos como libres de crueldad y "no se originan de ninguna criatura viviente, no son un subproducto animal y no se prueban en animales".
El diseño vegano es visto como una consecuencia del movimiento vegano, basado en posturas éticas relacionadas y alegaciones de sostenibilidad. Sin embargo, no todos los diseñadores que lo practican están de acuerdo con las alegaciones subyacentes, como las de sostenibilidad.
Entre los defensores y otros practicantes del diseño vegano se encuentran Deborah DiMare, Philippe Starck, Stella McCartney y Chloe Bullock.
Los materiales utilizados por los diseñadores veganos son a menudo de origen vegetal. Ejemplos incluyen sustitutos de cuero como Piñatex, hecho de piña, y Apple Ten Lork,  hecho de pieles y núcleos de manzana. También, las plumas y la lana son reemplazadas por materiales como el trigo sarraceno, el bambú y el algodón.